# Гибрид (фильм, 2010)
«Гибрид» (англ. Super Hybrid) — американский фильм ужасов 2010 года Эрика Валетта. В центре повествования находится машина-убийца, терроризирующая группу автомехаников, работающих в гараже в ночную смену.
Слоган фильма — «Никогда не садись в эту машину».

## Сюжет
После аварии, произошедшей ночью на одной из улиц Чикаго, чёрный автомобиль Chevrolet привозят в полицейский гараж, где её должны осмотреть и отремонтировать дежурные автомеханики. После пропажи одного из своих сотрудников они понимают, что имеют дело с живым организмом. Узнав, что таинственная машина может копировать облик других транспортных средств, владелец гаража и начальник ночной смены Рэй (Одед Фер) предлагает обезвредить и продать автомобиль-убийцу. Но у машины свои планы: она начинает уничтожать работников одного за другим...

## В ролях
- Шэннон Бекнер — Тильда
- Одед Фер — Рэй, владелец гаража
- Райан Кеннеди — Бобби, студент
- Мелани Папалиа — Мария, секретарша Рэя
- Джон Реардон — Дэвид, бойфренд Тильды

## Выпуск
Премьера состоялась 22 августа 2010 года на Фантастическом Кинофестивале в Берлине. Затем фильм был показан на Международном кинофестивале в Сиджесе 10 октября того же года. 28 января 2011 года «Гибрид» был показан на кинофестивале в Жерармере, Франция.